# Waking Up in Vegas
"Waking Up in Vegas" je píseň alba One of the Boys americké popové zpěvačky Katy Perry. 7. dubna 2009 byla píseň vydána jako poslední singl alba.

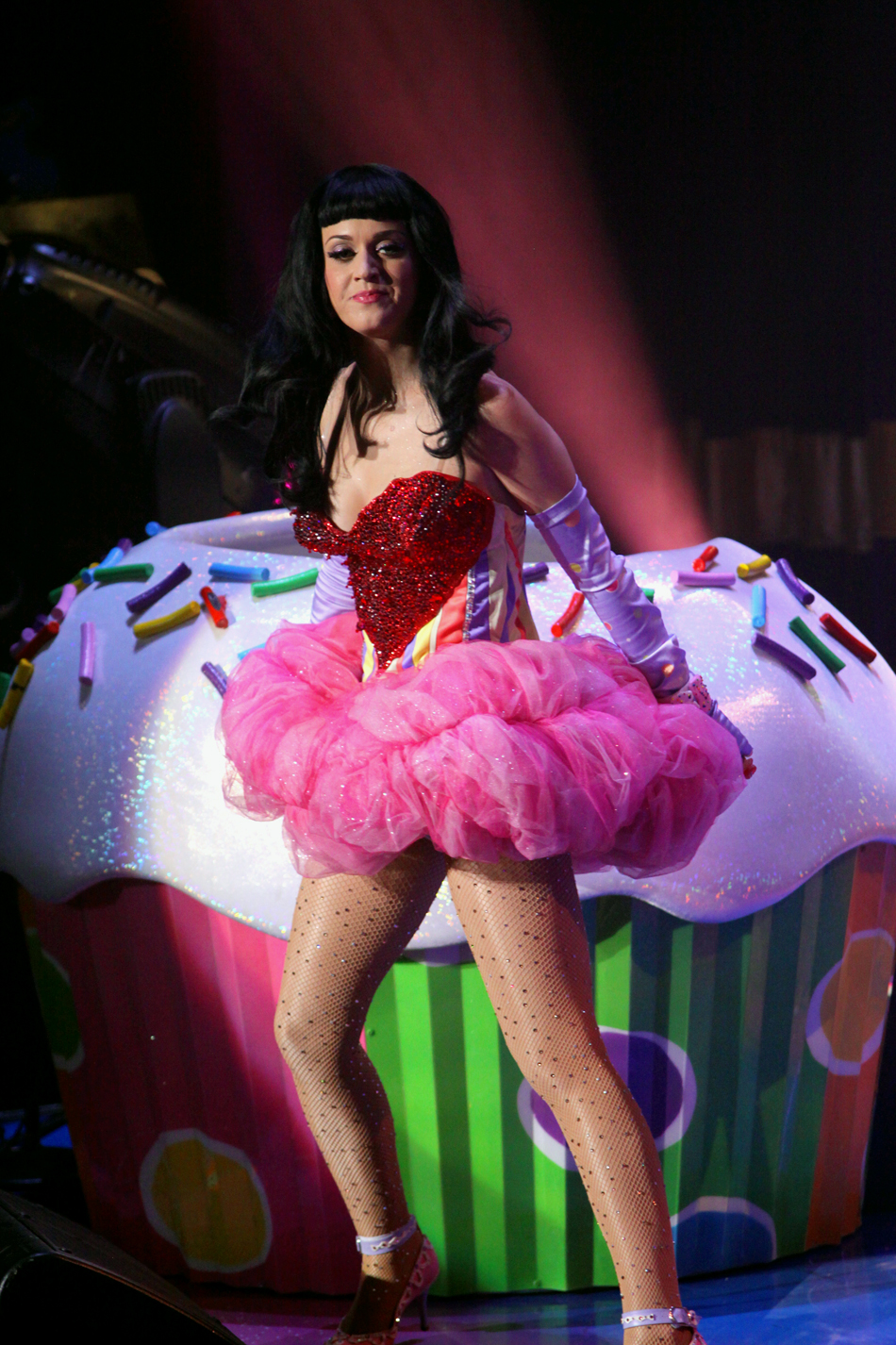
Perry při písni Waking Up in Vegas během turné California Dreams Tour

## Žebříček úspěšnosti
| Země                              | Pozice (2009 |
| --------------------------------- | ------------ |
| Austrálie (ARIA)                  | 11           |
| Evropa (European Hot 100 Singles) | 4            |
| Kanada (Canadian Hot 100)         | 2            |
| Německo (Official German Charts)  | 33           |
| Rakousko (Ö3 Austria Top 40)      | 26           |
| UK (Official Charts Company)      | 19           |
| US (Billboard Hot 100)            | 9            |